# Енріке Барон Креспо
Енріке Барон Креспо (ісп. Enrique Barón Crespo; нар. 27 березня 1944, Мадрид, Іспанія) — іспанський і європейський політик. З червня 1989 по січень 1992 Барон Креспо займав пост голови Європейського парламенту.

## Біографія
Барон Креспо отримав юридичну та економічну освіту в Мадриді і Парижі і деякий час працював адвокатом. Ще в період диктатури Франко він заснував ліву соціалістичну партію, яка в 1977 року увійшла до складу Іспанської соціалістичної робочої партії під керівництвом Феліпе Гонсалеса Маркеса. Після перших демократичних виборів 1977 барон Креспо зайняв пост прес-секретаря з фінансових та політичних питань фракції ІСРП в Конгресі депутатів. У 1982–1985 роках Барон Креспо займав пост міністра транспорту, комунікації та туризму в першому уряді Феліпе Гонсалеса.
У 1985 році Барон Креспо пішов у відставку і після вступу Іспанії в Європейське співтовариство був обраний депутатом Європейського парламенту. У 1987 році він виступив кандидатом на пост голови Європейського парламенту, але поступився перемогу своєму британському супернику на виборах барону Чарльзу Генрі Пламбу з різницею всього в п'ять голосів. 25 липня 1989 Барон Креспо став наймолодшим головою Європейського парламенту, перемігши в першому раунді виборів.
Згодом Енріке Барон Креспо займав різні посади в Європейському парламенті, в тому числі голови комітету з закордонних справ у 1992–1994 роках і очолював фракцію соціалістів у 1999–2004 роках. У 2004–2009 роках Барон Креспо керував роботою комітету Європейського парламенту з міжнародної торгівлі. Європейський парламент відрядив його в числі трьох своїх представників на урядову конференцію 2007 року, що готувала Лісабонський договір.